# Charles Jacot-Guillarmod
Charles Jacot-Guillarmod, née en 1868 à La Chaux-de-Fonds et décédé en 1925 à Noiraigue, est un cartographe et topographe suisse. 

## Biographie
Né en 1868 à La Chaux-de-Fonds, Charles Jacot-Guillarmod déménage avec ses parents à Vevey avant d'aller faire ses études d'ingénieur topographe à l'École polytechnique fédérale de Zurich, études qu'il termine avec succès en 1890. 
Il travaille à l'Office fédéral topographique de 1890 à 1914. Dessinateur reconnu pour sa capacité à représenter les reliefs rocheux, il participe à la réalisation de l'Atlas Siegfried durant 23 ans. En 1914, il réalise deux dessins topographiques du K2 et du Kangchenjunga sur la base des clichés rapportés par son cousin médecin et alpiniste Jules Jacot-Guillarmod, créant ainsi la première cartes exactes de ces massifs himalayens. Elles seront lithographiées par Kümmerly et Frey, éditeurs bernois, puis publiées dans le Bulletin de la Société neuchâteloise de géographie en 1925. Appelé par le gouvernement chinois, il enseigne la géodésie et la topographie à l'École militaire de Pékin de 1916 à 1922. Dès son retour en Suisse, il réalise plusieurs panoramas de grands formats sur commande dont le panorama de Chasseral en 1922, du Mont-Racine en 1923 et le panorama de la chaîne de la Dent du Midi en 1925, tous réédités par la famille Jacot-Guillarmod. En 1923, il dessine la première carte de l'Olympe à partir de clichés. 

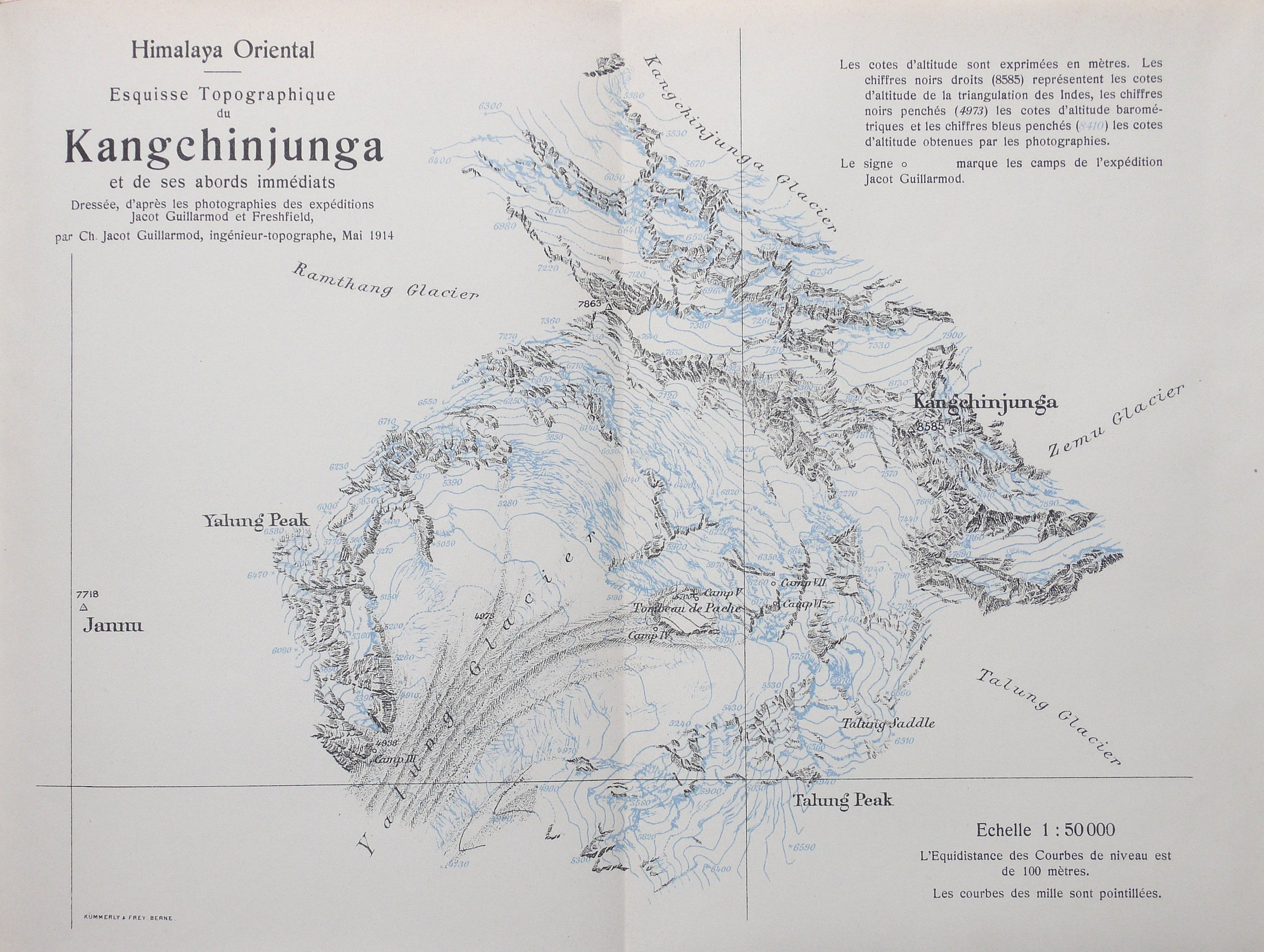
Esquisse topographique du Kangchenjunga et de ses abords immédiats, Charles Jacot-Guillarmod, 1914.

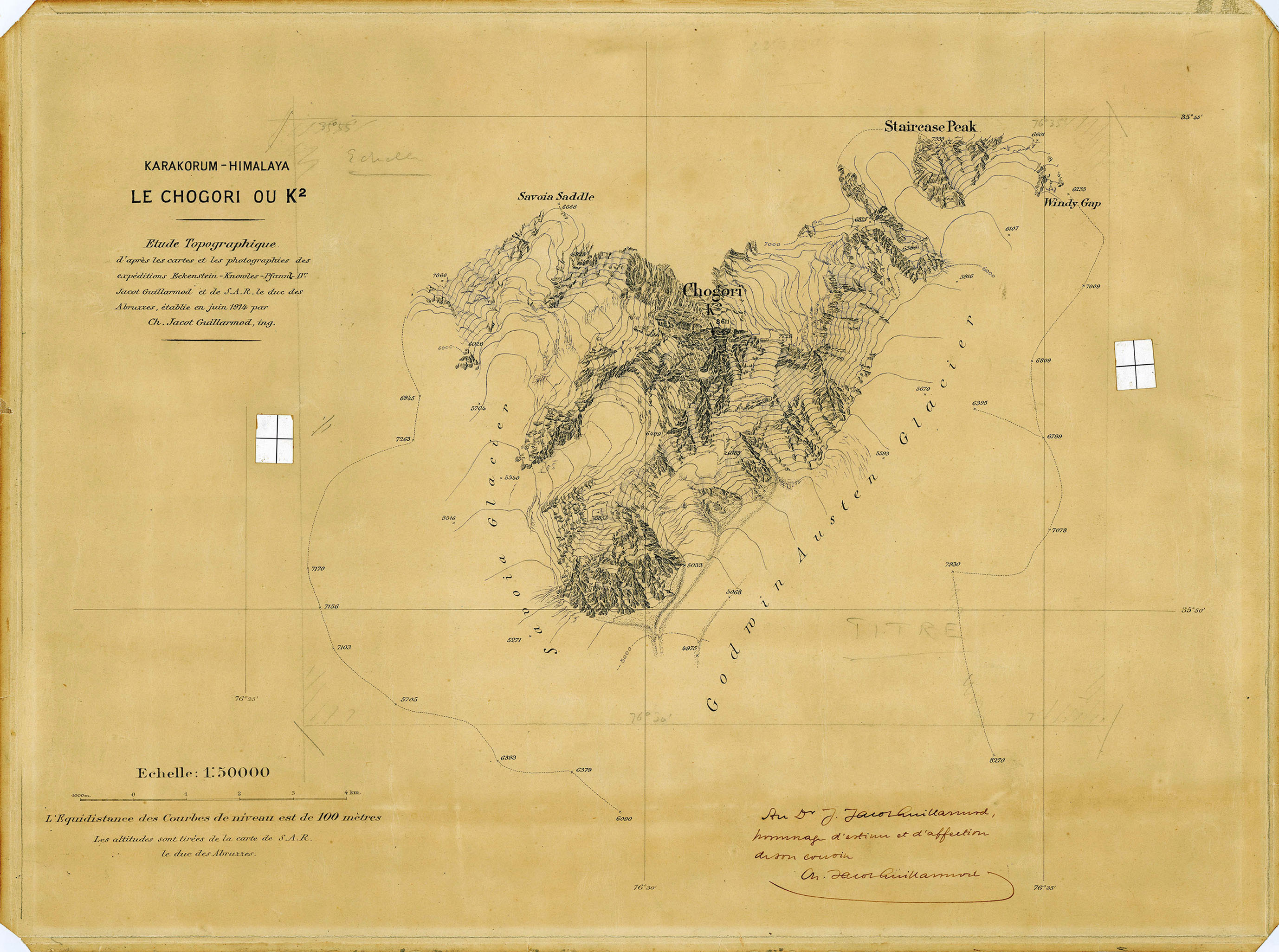
Carte du K2

À la demande de la Royal Geographical Society de Londres, il réalise la première carte topographique du Mont Everest sur la base de clichés de deux expéditions anglaises menées dans la région. Il est nommé membre d'honneur du Club Alpin Suisse en 1922 et du Club Alpin Français en 1924. Il meurt d'une congestion le 14 août 1925 à Noiraigue-Les Œillons.

## Ouvrages
- Die Schweiz: geographische, demographische, politische, volkswirtschaftliche und geschichtliche Studie, collectif publié dans la collection Bibliothek des Geographischen Lexikon der Schweiz, 1907-1909 (Neuchâtel).
- « Quelle est l'altitude du Cervin ? », Écho des Alpes, Genève, 1912, p.99-108.
- « Les monts à l'ouest de Pékin et leurs richesses minérales », Bulletin de la société neuchâteloise de géographie, tome 32, 1923, p.38-60.

## Cartes et relevés topographiques
- Mont Racine, édition en fac-similé d'un original de 1922, Hauterive : Éditions Attinger, 2013, réédité par l'Association Famille Jacot-Guillarmod.

- Panorama de Chasseral, édition en fac-similé d'un original de 1923, Hauterive : Attinger, 2013,  réédité par l'Association Famille Jacot-Guillarmod.
- Carte du Mont Olympe, publiée dans : Marcel Kurz, Le Mont Olympe (Thessalie), monographie publiée en 1923.
- « La toponymie du Massif de la Dent du Midi », Écho des Alpes, Genève, 1924, p.197-211, réédité par l'Association Famille Jacot-Guillarmod.
- Chaîne de la Dent du Midi aux Dents blanches de Champéry vue de la Croix de Culet, Alpen: Chronik des S.A.C., Berne, 1926.
- La Chaux-de-Fonds, relevé topographique par H.L. Coulin et C. Jacot-Guillarmod, Wabern : Bureau topographique fédéral, 1905.